# Melody Maker
Melody Maker — старейший в Великобритании музыкальный еженедельник, основанный в 1926 году и адресованный первоначально профессиональным музыкантам. В 2000 году Melody Maker прекратил своё существование, будучи объединён с New Musical Express, давним конкурентом, также выходившим под крышей IPC Media.

## История
Melody Maker, изначально специализировавшийся на джазе, с некоторым опозданием принял рок-н-ролл — таким образом, оказался в арьергарде NME, основанного в 1952 году. В ноябре 1958 года в еженедельнике появился хит-парад альбомов Melody Maker LP Charts: это произошло через два года после того, как с аналогичными списками дебютировал Record Mirror. Постепенно ММ становился всё более прогрессивным изданием. 6 марта 1965 года именно здесь впервые появился призыв наградить The Beatles за заслуги перед государством и короной: уже 12 июня того же года все четверо участников группы получили Орден Британской империи (MBE).
К концу 1960-х годов произошло разделение «сфер влияния»: NME завоевал репутацию в большей степени «молодёжного» журнала, MM обращался к более взрослой, подготовленной аудитории (из-за чего получил от соперников прозвище 'Monotony Maker'). Гораздо более объёмистый, чем соперник, он имел солидную секцию объявлений, благодаря которой сформировались многие впоследствии известные рок-группы: Yes, Genesis, Deep Purple, The Stranglers, Suede и др. Кроме того, здесь всегда подробно освещались фолк- и джаз-релизы, а также имелась секция, посвящённая музыкальным инструментам.
Постепенно Melody Maker стал оказывать заметное влияние на музыкальное развитие. В 1968 году он объявил Джона Пила лучшим в британии радио-диджеем, что (как позже говорил продюсер Джон Уолтерс) только и помогло Пилу сохранить работу в дни, когда Би-би-си уже готовилась дать ему отставку.
Тираж ММ постоянно рос, и к началу 1970-х годов, когда во главе издания встал Рэй Коулман, он достиг 250 тысяч (еженедельно). Журналисты еженедельника — Ричард Уильямс, Крис Уэлч, Стив Лейк — были первыми, кто начал всерьёз писать о рок-музыке. Именно здесь впервые были опубликованы глубокие статьи о Steely Dan, Led Zeppelin и Henry Cow. Ветеран Макс Джонс тем временем продолжал на высоком профессиональном уровне обозревать джазовые события и релизы.
В начале 1970-х годов Melody Maker активно поддерживал глэм- и прогрессив-рок. Однако панк-революция 1976 года была им принята не сразу, из-за чего еженедельник вновь оказался позади — не только NME, но и Sounds. Лишь Кэролайн Кун здесь представляла журналистский контингент, заинтересованный в новой музыке. Прошло несколько лет, прежде чем престиж журнала и его тираж были восстановлены.
К 1983 году журнал сблизился с NME, став более популистским и поп-ориентированным (о чём говорит уже хотя бы тот факт, что Touch, альбом Eurythmics был признан здесь лучшим альбомом года). Но в феврале 1984 года еженедельник возглавил Аллан Джонс (журналист, получивший известность благодаря необычным интервью с Луи Ридом и Оззи Осборном. Он тут же снял с обложки Kajagoogoo и поставил ещё никому не известных The Smiths.
В 1986 году состав еженедельника был значительно усилен с приходом таких журналистов, как Саймон Рейнолдс и Дэвид Стаббс (оба выпускали до этого музыкальный фэнзин Monitor в Оксфордском университете), а также Криса Робертса из Sounds. MM стал практиковать ещё более индивидуалистский и интеллектуальный подход, что стало особенно заметно после того, как «хип-хоп во́йны» в NME завершились уходом оттуда ведущих авторов, писавших о прогрессивной чёрной музыке.
В 1990-х годах Мelody Мaker, с одной стороны, первым отреагировал на рождение гранжа (серией репортажей Эверетта Тру из Сиэтла), с другой — подхватил танцевальный тренд (рейв, электроника). Даже в середине десятилетия, когда брит-поп привёл за собой новое поколение юных читателей, ММ остался самым аналитическим и глубоким музыкальным изданием Великобритании — благодаря публикациям таких авторов, как Саймон Прайс, Тейлор Паркс и Нейл Кулкарни, продолживших давнюю традицию исключительно субъективной, спорной, но при этом глубоко обоснованной журналистики. MM подверг уничтожительной критике Ocean Colour Scene и Kula Shaker, более того, позволил себе неоднозначную оценку творчества Oasis и Blur — в дни, когда в адрес обеих групп отовсюду раздавались лишь самые хвалебные отзывы.
В начале 1997 года Аллан Джонс ушёл в новый журнал Uncut. Его заменил Марк Сазерленд (экс-NME, Smash Hits), который в течение трёх лет разрушал то, что выстраивал Джонс. За это время многие журналисты ушли из журнала, причём Саймон Пирс — исключительно по причине несогласия с директивой, согласно которой «все материалы об Oasis должны были быть позитивными». Тираж MM (и без того низкий по отношению к NME), стал катастрофически падать. В 1999 году MM был «перезапущен» в глянцевой обложке, что в конечном итоге лишь ускорило его кончину. В 2000 году старейший музыкальный еженедельник Великобритании прекратил своё существование — официально в результате слияния с NME, куда перешли как часть журналистского корпуса, так и рубрика, посвящённая музыкальным инструментам.